# Rhabdatomis fasseli
Rhabdatomis fasseli är en fjärilsart som beskrevs av William D. Field 1964. Rhabdatomis fasseli ingår i släktet Rhabdatomis och familjen björnspinnare. Inga underarter finns listade.